# Калинина, Надежда Станиславовна
Калинина Надежда Станиславовна (род. 22 октября 1982 года, г. Тында, Амурская область) — российский балетмейстер, главный балетмейстер Омского государственного музыкального театра, лауреат 8-го международного театрального форума «Золотой витязь» (балет «Шинель», 2010), серебряный призёр 1-го федерального фестиваля «Театральный Олимп» (балет «Шинель», 2011), лауреат 4-го Всероссийского фестиваля «Волжские театральные сезоны» в номинации «Лучшая работа хореографа» (балет «Идиот», 2018).

## Биография
Родилась 22 октября 1982 в городе Тынде. Отец, Калинин Станислав Николаевич (1954 г.), — начальник строительно-монтажного управления города Тында. Мать, Калинина Вера Николаевна (1955—2018 гг.), — бухгалтер-экономист. В 1988 семья вернулась в родной город Ленинград, где Надежда Калинина поступила в хореографическую студию «Мозаика» в возрасте 5 лет. Надежде Калининой удалось освоить разные танцевальные направления и стилистики: классический, народный, современный танец.
В 14 лет она уже работала педагогом-хореографом сразу в 3 школах Приморского района. В 15 лет создала свой первый хореографический коллектив на базе русско-финской школы № 582 Приморского района, где осуществляла свои первые постановки.
В 2002 году окончила Ленинградский областной колледж культуры и искусства по специальности «педагог-хореограф», в 2007 году с отличием закончила Санкт-Петербургскую консерваторию имени Н. А. Римского-Корсакова по специальности «Искусство хореографа» (класс заслуженного деятеля искусств России профессора А. М. Полубенцева).

## Карьера
В 2003—2008 — солистка театра танца «Интеллбалет» (художественный руководитель Л. Иванова).
В 2007—2009 — приглашённый балетмейстер в Санкт-Петербургском театре «Мюзик-холл».
В 2010—2012 — главный балетмейстер в Омском государственном музыкальном театре.
В 2012—2013 гг. — главный балетмейстер в Музыкальном театре Республики Карелия.
В 2012—2015 — приглашённый балетмейстер Astana Ballet.
Начиная с 2013 — главный балетмейстер Государственного камерного музыкального театра Санктъ-Петербургъ Опера.
С 2018 — главный балетмейстер Омского государственного музыкального театра.
С 2019—2022 гг является председателем экзаменационной комиссии Санкт-Петербургской государственной консерватории им. Н. А. Римского-Корсакова.

## Спектакли

### Авторлибреттои хореограф-постановщик
- «Шинель» на муз. И. С. Баха, А. Шнитке, Р. Дубинникова, Д. Шостаковича (Омский государственный музыкальный театр, 2009)[5]
- «Обнаженное танго» на муз. А. Пьяццоллы (Омский государственный музыкальный театр, 2011)[6]
- «Конек-Горбунок» на муз. Р.Щедрина (Музыкальный театр Республики Карелия, 2013)[7]
- «Айболит» на муз. И. Морозова (Воронежское хореографическое училище, 2014)[8]
- «Кармен» на муз. Ж. Бизе в редакции В.Войтека (Музыкальный театр им. И. М. Яушева Республики Мордовия, 2014)[9]
- «Идиот» на муз. П. И. Чайковского (Омский государственный музыкальный театр, 2015)[10][11][12]
- «Конек-Горбунок» на муз. Р. Щедрина (Государственная филармония Алтайского края, 2015)
- «Бухгольц» на муз. С. Прокофьева, А. Бородина (Омский государственный музыкальный театр, 2016)[13]
- «Ида» («Bolero») на муз. французских и испанских композитор 19 века (в сотрудничестве с «Arameproduction», (Челябинский театр оперы и балета имени М. И. Глинки, 2016)[14]
- «Петрушка» на муз. И. Стравинского (Государственная филармония Алтайского края, 2017)[15][16]
- «Конек-Горбунок» на муз. Р. Щедрина (Музыкальный театр им. И. М. Яушева Республики Мордовия, 2017)
- «Эсмеральда» на муз. французских и немецких композиторов 19 века (Омский государственный музыкальный театр, 2018)[17][18]
- «Кармина Бурана» на муз. К. Орфа (в сотрудничестве с «Arameproduction», Челябинский театр оперы и балета имени М. И. Глинки, 2018)[19]
- «Сказки Гофмана» на муз. Ж. Офенбаха в редакции В. Губанова (в сотрудничестве с « Arameproduction», Национальный театр оперы и балета Республики Молдова имени Марии Биешу, 2019)[20][21]
- «Золушка» на муз. С. Прокофьева (Омский музыкальный театр, 2019)
- «Болеро. Любовь и страсть» на муз. французских и испанских композитор 19 века (в сотрудничестве с «Arameproduction»), Ростовский государственный музыкальный театр
- «Лебединое озеро» на муз. П. И. Чайковского, 2019 г, в сотрудничестве с «Art Voice Group» США
- «Золушка» на муз. С. Прокофьева (AstanaBallet, 2019)
- «Лебединое озеро» на муз. П. И. Чайковского (Омский государственный музыкальный театр, 2020)[10][11][12]
- «Сказки Гофмана» на муз. Ж. Офенбаха в редакции В.Губанова (в сотрудничестве с «Franceconcert»,Челябинский театр оперы и балета имени М. И. Глинки, 2021)[14]
- «Аленький цветочек» на муз. С. Прокофьева (Государственная филармония Алтайского края, 2022)
- «Конек-Горбунок» на муз. Р. Щедрина (Омский государственный музыкальный театр, 2022)
- «Калкаман и Мамыр» опера-балет на муз. Б. Кыдырбек (Астана Опера, 2022), реж Ю. Александров
- «Щелкунчик» на муз. П. И. Чайковского (Омский государственный музыкальный театр, 2023)
- "Мата Хари" на муз. С.Рахманинова, Ж. Массне, К.Сен-Санса, Р.Штрауса, Л. Делиба, Ж.Ибера, А. Пьяцоллы (Челябинский академический театр оперы и балета им М.И. Глинки, 2024)

Хореограф-постановщик более 100 хореографических номеров и миниатюр для различных театральных, концертных программ. Надежда работала и продолжает работать в таких жанрах как опера, оперетта, мюзикл с такими режиссёрами как: Ю. Александров, К. Стрежнев, А. Лебедев, В. Капп, О. Маликова, А. Забелин, С. Пантыкин, О. Чичиланова, В. Миллер и др. Работы проводились в театрах России и других странах, среди которых Мариинский театр, Государственный камерный музыкальный театр «Санкт-Петербург Опера», Санкт-Петербургский театр музыкальной комедии, Воронежский государственный театр оперы и балета, Национальный театр оперы и балета им. К. Байсеитовой, Ростовский государственный музыкальный театр, Омский государственный музыкальный театр, Музыкальный театр Республики Карелия, Свердловский государственный театр музыкальной комедии, Санкт-Петербургский государственный театр « Зазеркалье», Челябинский театр оперы и балета имени М. И. Глинки,Астана Опера, Teatro Lirico Cagliari и др.

### Работа хореографа
Как хореограф осуществила постановки более 70 опер, оперетт, мюзиклов, драматических спектаклей и концертов с приглашенными звездами балета, среди которых наиболее значимые:
- 2007, «Дива» (на музыку композиторов XX века, Мюзик-холл (театр, Санкт-Петербург), реж. А. Забелин)
- 2008, «Ночь перед Рождеством» (Н.Римского-Корсакова, Мариинский театр, реж. О. Маликова)[24]
- 2008, «Нежная королева» (Р. Игнатьев, Мюзик-холл (театр, Санкт-Петербург), реж. А. Забелин)[25]
- 2010, «Астана» (А. Серкебаева, Национальный театр оперы и балета им. К. Байсеитовой, реж. Ю. Александров)[26]
- 2011, «Кармен» (Ж.Бизе, Музыкальный театр Республики Карелия, реж. Ю. Александров)[27]
- 2011, «Цыган-премьер» (И. Кальман, Свердловский театр музыкальной комедии, реж. А. Лебедев)[28]
- 2012, «Мадам Баттерфляй»(Дж. Пуччини, Санкт-Петербург Опера, Ю. Александров,)[29]
- 2013, «Мистер Икс» (И. Кальман, Карагандинский театр музыкальной комедии, реж. Ю. Александров)
- 2014, «Черевички» (П. Чайковский, Лирико ди Кальяри, реж. Ю. Александров)[30]
- 2014, «Не только любовь» (Р. Щедрин, Санкт-Петербург Опера, реж. Ю. Александров)[31]
- 2014, «Крым» (М. Коваль, Санкт-Петербург Опера, реж. Ю. Александров)[32]
- 2015, «Искатели жемчуга» (Ж. Бизе, Санкт-Петербург Опера, реж. Ю. Александров)[33]
- 2015, «Севильский цирюльник» (Дж. Россини, Санкт-Петербург Опера, реж. Ю.Александров)[34]
- 2016, «Жанна Д’Арк» (Дж. Верди, Ростовский музыкальный театр, реж. Ю. Александров)[35]
- 2016, «Корневильские колокола» (Р. Планкетт, Санкт-Петербург Опера, реж. Ю. Александров)[36]
- 2016, «Любовный напиток» (Г. Доницетт, Санкт-Петербург Опера, реж. Ю. Александров)[37]
- 2017, «Фауст» (Ш. Гуно, Санкт-Петербург Опера, реж. Ю. Александров)[38]
- 2018, «Сильва» (И. Кальман, Ростовский музыкальный театр, реж. А. Негорова)[39]
- 2018, «Сильва» (И. Кальман, Санкт-Петербург Опера, реж. Ю. Александров)[40]
- 2020, «Веселая вдова» (Ф. Легар,Омский музыкальный театр, реж. А. Лебедев)[40]
- 2021, «Кармен» (Ж.Бизе, Московский государственный театр «Новая опера», реж. Ю. Александров)[27]
- 2021, «Моя прекрасная леди» (Ф. Лоу, Санкт-Петербургский театр музыкальной комедии, реж Г. Дитятковский)
- 2022, «Петр I» (Ф. Уайлдхорн, Санкт-Петербургский театр музыкальной комедии, реж Ю. Александров)
- 2022, «Калкаман и Мамыр» (опера-балет на муз.Б. Кыдырбек , театр  Астана Опера,  реж Ю. Александров)
- 2023,«Щелкунчик» (П. И. Чайковский, Омский государственный музыкальный театр)
- 2023, "Мастер и Маргарита", ( муз  Слонимский, Сергей Михайлович — Википедия (wikipedia.org), Самарский академический театр оперы и балета (opera-samara.ru) , реж Александров, Юрий Исаакович — Википедия (wikipedia.org))
- 2024, "Иван Сусанин" (М.И. Глинка, Татарский академический театр оперы и балета им. М.Джалиля, реж. Ю. Александров)

Постановки Надежды Калининой отличаются экспрессивной виртуозной хореографией. Критики называют её «талантливым российским хореографом», «хореографом яркой индивидуальности, не зацикленной на канонах академической школы». «Имя Надежды громко прозвучало со сцен Франции, Бельгии и Швейцарии, где прошла успешная премьера её балета „Кармина Бурана“.
Мировая премьера постановки состоялась в ноябре 2017 года в Дижоне, (Франция). Спектакль показали в 56 городах Европы.. В России премьера спектакля прошла на международном фестивале „В честь Екатерины Максимовой“. Творчество Калининой отличается стремлением претворить в жизнь самый неожиданный замысел и найти правильную пластику для любого персонажа».

## Награды и премии
- Лауреат 8-го международного театрального форума «Золотой витязь» (балет «Шинель», 2010)[49],
- Серебряный призёр 1-го Федерального фестиваля «Театральный Олимп» (балет «Шинель», 2011),
- Лауреат 4-го Всероссийского фестиваля «Волжские театральные сезоны» в номинации «Лучшая работа хореографа»[50] (балет «Идиот», 2018).